# Marcel Strauss
Marcel Strauss (født 25. august 1976) er en schweizisk tidligere professionel cykelrytter.